# Eduard Osenbrüggen
Eduard Osenbrüggen, född 24 december 1809 i Uetersen, Schleswig-Holstein, död 9 juli 1879 i Fluntern vid Zürich, var en tysk jurist. 
Osenbrüggen blev 1835 docent i Kiel i filologi och 1842 i rättsvetenskap. Han var professor vid Dorpats universitet 1843–51 och därefter vid Zürichs universitet. Han verkade först som klassisk filolog och romanist, men övergick senare till den äldre germanska straffrätten, sådan den är bevarad i de sydgermanska rättskällorna. Sina undersökningar på detta område sammanfattade han i bland annat Die Brandstiftung (1854), Der Hausfrieden (1857), Das alamannische Strafrecht (1860) och Das Strafrecht der Langobarden (1863), och Die deutschen Rechtssprichwörter (1876). Kulturhistoriskt intresserad och varm djurvän utgav han bland annat Wanderstudien aus der Schweiz (5 band, 1867-76).